# Pennalithus pennatus
Espèce
Synonymes
- Phrurolithus pennatus Yaginuma, 1967

Pennalithus pennatus est une espèce d'araignées aranéomorphes de la famille des Phrurolithidae.

## Distribution
Cette espèce se rencontre au Japon, en Corée du Sud, en Chine au Shanxi et en Russie dans le kraï de Khabarovsk,.

## Description
La femelle holotype mesure 4,45 mm et le mâle paratype 3,55 mm.
Les mâles mesurent de 2,43 à 3,53 mm et les femelles de 3,31 à 4,56 mm.

## Systématique et taxinomie
Cette espèce a été décrite sous le protonyme Phrurolithus pennatus par Yaginuma en 1967. Elle est placée dans le genre Otacilia par Zamani et Marusik en 2020 puis dans le genre Pennalithus par Kamura en 2021.

## Publication originale
- Yaginuma, 1967 : « Revision and new addition to fauna of Japanese spiders, with descriptions of seven new species. » Literary Department Review, Otemon Gakuin University, Osaka, vol. 1, p. 87-107.